# Maret Ani
Maret Ani (Tallinn, 31 de janeiro de 1982) é uma ex-tenista profissional estoniana.